# リオ・ムニ

リオ・ムニ
Río Muni
Continental Region
旧リオ・ムニ県
 Provincia de Río Muni
（1959年－1968年）

地域の標語：不明
地域の歌：不明

リオ・ムニ（スペイン語: Río Muni）は、赤道ギニアの大陸部地域（Continental Region）の名称で、中南部県、キエンテム県、リトラル県、ウェレンザス県を含む。 現地のンドウェ語ではンビニ（Mbini）とも呼ばれる。2013年の国勢調査によると人口は1159468人。中心地はバタ。

## 地理
北部でカメルーン、東部と南部でガボンと国境を接する。
その6割以上が熱帯雨林で覆われている。
リオ・ムニの面積はおよそ26,002km2。
コリスコ島、大エロベイ島・小エロベイ島からなるエロベイ諸島もリオ・ムニに属する。面積は15km2である。
リオ・ムニ、コリスコ島、エロベイ諸島を併せた総面積は26,017km2である。

## 歴史
リオ・ムニは1778年にエルパルド条約でポルトガルからスペインに割譲されフェルナンド・ポー島（後のビオコ島）とアンノボン島と共にスペイン領ギニアの一部となった。1885年にスペイン保護領にもなり、スペインはリオ・ムニを他の海外植民地での奴隷を集める場所にすることをもくろんだが、スペイン人の入植者は黄熱病のために死亡し、リオ・ムニからはスペイン人はほとんどいなくなった。再入植以降はカカオと木材が主な産品となった。
1900年にフランス人によりバタの都市が建設された。1926年にスペイン領ギニアはさらにリオ・ムニ、フェルナン・ド・ポー島、アンノボン島、大エロベイ島、小エロベイ島、コリスコ島および周辺の島々により形成された。

スペイン領ギニア時代のリオ・ムニ県の紋章

1959年にスペイン領ギニアのリオ・ムニとフェルナンド・ポー島はリオ・ムニ県とフェルナンド・ポー県の2つのスペインの海外県にさらに分割され、リオ・ムニ県はスペインの54番の県となる。1960年9月1日にリオ・ムニ県の議会がバタ市にて発足し、リオ・ムニ県の議会選挙で初代リオ・ムニ県の議会議長及び知事にジョゼ・ベルドゥ（José Vedú）が就任。1963年にリオ・ムニ県はフェルナンド・ポー県と共にフランシスコ・フランコ政権のスペイン政府から、自治権が与えられ自治政府を樹立した。1964年にフェルナンド・ポー県と共に赤道ギニア自治区となり、1968年までリオ・ムニ県とフェルナンド・ポー県の2つのスペイン海外県は自治権が与えられ、別々の地位を維持しながら、ある程度の内部自治を備えた自治組織となっていた。
1968年にリオ・ムニ県とフェルナンド・ポー県は統合したまま赤道ギニア共和国としてスペインから独立した。 しかし、独立した翌年の1969年3月から4月にリオ・ムニで深刻な政治的混乱が発生した。

## 産業
コーヒーが主産物。他、豊かな木材資源。

## 民族
人口のほとんどはファン族で、その他に小数のンドウェ人が住む。

## 行政区分
リオ・ムニは4つの県と1つの行政市に分かれる。
1. 中南部県 （エヴィナヨング）
2. キエンテム県 （エベビイン）
3. リトラル県 （バタ）
4. ウェレンザス県 （モンゴモ）
5. ジブロホ市 （ラパス） -首都移転先として2017年に発足